# Авнез ан Вал
Авнез ан Вал (фр. Avesnes-en-Val) насеље је и општина у северној Француској у региону Горња Нормандија, у департману Приморска Сена која припада префектури Дјеп.
По подацима из 2011. године у општини је живело 268 становника, а густина насељености је износила 16,23 становника/km². Општина се простире на површини од 16,51 km². Налази се на средњој надморској висини од 160 метара (максималној 184 m, а минималној 79 m).

## Демографија
| 1962. | 1968. | 1975. | 1982. | 1990. | 1999. | 2011. |
| ----- | ----- | ----- | ----- | ----- | ----- | ----- |
| 405   | 406   | 372   | 307   | 291   | 268   | 268   |

График промене броја становника у току последњих година